# Presidente de Ucrania
El presidente de Ucrania (en ucraniano: Президент України; translit: Prezydent Ukrayiny) es el jefe de Estado de Ucrania y una de las dos cabezas del Poder Ejecutivo del país. El presidente representa a la nación ucraniana en las relaciones internacionales, lleva a cabo las negociaciones y concluye tratados internacionales. El presidente es elegido directamente por los ciudadanos de Ucrania para un mandato de cinco años (aunque la elección puede ser adelantada por la Rada Suprema) con posibilidad de una reelección consecutiva.
La residencia para propósitos de ceremonias oficiales del Presidente es el Palacio Mariyinsky. También se usan para visitas oficiales de los ministros de asuntos exteriores la casa con Quimeras y la casa de la viuda llorona. La Administración Presidencial de Ucrania, extraoficialmente conocida como "Bánkova", en referencia a la calle en la que se encuentra, sirve como el edificio administrativo del Presidente ucraniano, donde se asesora al presidente en los asuntos nacionales, extranjeros y legales.
Desde el establecimiento del cargo el 5 de julio de 1991, ha habido cinco presidentes de Ucrania. El primero fue Leonid Kravchuk (que ya ocupaba la jefatura de estado interina desde 1990), electo en 1991, hasta su salida del poder en unas elecciones adelantadas en 1994. Su sucesor, Leonid Kuchma es hasta ahora el único presidente en haber conseguido la reelección, en 1999. Víktor Yúshchenko completó un solo mandato y entregó el poder a su sucesor, Víktor Yanukóvich, que se convirtió en el primer presidente de Ucrania en ser derrocado, tras la revolución conocida como Euromaidán, en 2014, siendo reemplazado por el presidente de la Rada Suprema Oleksandr Turchínov interinamente. Turchínov es hasta ahora el único presidente en funciones de la historia moderna de Ucrania. Al contrario que en los regímenes presidencialistas como los Estados Unidos, donde el vicepresidente recibe inmediatamente todos los poderes de la presidencia tras la asunción de la oficina presidencial, en Ucrania los poderes de un presidente en funciones son muy limitadas. El 18 de junio de 2015, Yanukóvich fue privado oficialmente del título de expresidente de Ucrania. El actual presidente, Volodímir Zelenski, asumió el cargo el 20 de mayo de 2019.
El sistema de gobierno ucraniano es semipresidencial, por lo que mientras que el presidente de Ucrania es el jefe de Estado y goza de mayores poderes que en una república parlamentaria, el jefe de gobierno es el primer ministro, designado por la Rada Suprema. El actual Primer ministro es Denís Shmihal, desde marzo de 2020.

## Información general
En Ucrania, el presidente es también Comandante en Jefe de las Fuerzas Armadas de Ucrania y encabeza el Consejo Nacional de Defensa y Seguridad, que asesora al Presidente, y coordina y controla la actividad de los órganos del poder ejecutivo en el ámbito de la seguridad y defensa nacional. De acuerdo con la Constitución de Ucrania, el presidente es el garante de la soberanía estatal, la indivisibilidad territorial, la observancia de la Constitución y los derechos humanos y libertades de los ciudadanos.
Al igual que con la separación de poderes, el presidente tiene el control sobre la autoridad del parlamento y el sistema judicial. Por ejemplo, cualquier ley aprobada por el parlamento puede ser vetada por el presidente; Sin embargo, el Parlamento puede anular su veto con un voto de más de dos tercios. El presidente tiene limitada autoridad para disolver la Rada Suprema (Parlamento), y propone candidatos para el Ministerio de Asuntos Exteriores y el Ministerio de Defensa en el Consejo de Ministros de Ucrania. Seis de dieciocho jueces de la Corte Constitucional son nombrados por el presidente. Las decisiones del presidente están sujetas a revisión por los tribunales de Ucrania con el Tribunal Constitucional teniendo la única autoridad y el poder para declarar inconstitucional un decreto presidencial. Mientras esté en el cargo, el presidente goza de inmunidad política.
Los Presidentes de Ucrania son frecuentemente contactados por los ciudadanos individuales en busca de ayuda en la solución de sus problemas personales (a veces con éxito); en 2012, el entonces presidente Yanukóvich recibió alrededor de 10.000 a 12.000 cartas de personas cada mes. Esta es una actividad política muy antigua en Ucrania.

## Historia

### Formación temprana

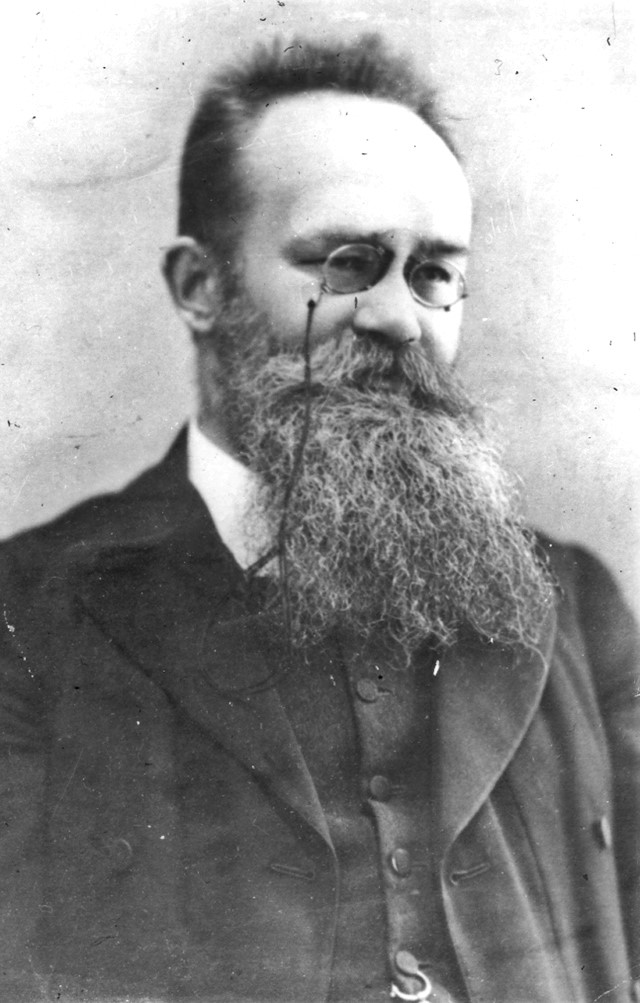
Myjailo Hrushevsky, presidente de la Rada Central Ucraniana entre 1917 y 1918, es considerado el primer jefe de Estado ucraniano.

Antes de la formación del cargo moderno de "Presidente de Ucrania", Andriy Livytskyi estableció el cargo en el exilio, durante el régimen de la Unión Soviética sobre Ucrania. Al principio, el líder de facto de la nación era el presidente de la Rada central en los primeros años de la República Popular Ucraniana, mientras que el máximo órgano de gobierno fue la Secretaría General encabezada por su presidente. Aunque el primer líder republicano de Ucrania fue Myjailo Hrushevsky, este nunca ostentó el cargo formal de "Presidente de la República". La República Popular Ucraniana nunca pudo celebrar elecciones ni designar un presidente debido a la invasión del país por parte de la Rusia soviética entre 1918 y 1919. Entre 1919 y 1926, el gobierno en el exilio de Ucrania fue presidido por Simon Petliura, en calidad de Presidente del Directorio Ucraniano, hasta su asesinato el 25 de mayo de 1926.

### Presidentes en el exilio
Tras el asesinato de Petliura, el control sobre los asuntos del gobierno en el exilio se transfirió al ex primer ministro Andriy Livytskyi, que en 1948 estableció formalmente el cargo de Presidente de Ucrania, reclamando ser el legítimo jefe del estado ucraniano. Livytskyi sirvió como el primer presidente (en el exilio) hasta enero de 1954. Stepán Vytvytskyi ejerció el cargo después de Livytskyi desde enero de 1954 hasta su muerte el 9 de octubre de 1965. Tras la muerte de Vytvytskyi, Iván Bahrianyi ejerció la autoridad presidencial hasta que el tercer presidente en el exilio Mykola Livytskyi (hijo del primer presidente en el exilio) asumió el cargo. Livytski ejerció la Presidencia en el exilio hasta que falleció en diciembre de 1989, tan solo unos meses antes de la Declaración de Soberanía Estatal de Ucrania, y poco más de un año antes de que Ucrania se convirtiera en una nación independiente.
Mykola Plaviuk fue el cuarto y último Presidente en el exilio, ejerciendo el cargo a partir de diciembre de 1989 hasta el 22 de agosto de 1992, cuando el gobierno en el exilio formalmente reconoció al nuevo gobierno de la Ucrania independiente y Plaviuk entregó la jefatura de estado legal al recientemente electo Presidente de Ucrania, Leonid Kravchuk, en una ceremonia de investidura formal. Plaviuk declaró la continuidad de la República Popular Ucraniana y la creación de un nuevo estado soberano al entregar el poder a Kravchuk.
Víktor Yanukóvich afirma en la actualidad ser el legítimo Presidente de Ucrania encontrándose en situación de exilio forzoso tras la revolución del Euromaidán, alegando que su proceso de destitución no se hizo correctamente. Sin embargo, el 3 de octubre de 2014 varios miembros confirmaron que Yanukóvich aceptó la ciudadanía rusa, lo cual automáticamente lo inhabilita para ejercer la presidencia, pues la Constitución de Ucrania prohíbe al jefe de Estado tener doble nacionalidad. Por lo tanto, la aceptación de la nueva ciudadanía está vista como un reconocimiento de Yanukóvich a su situación de abandono del cargo presidencial.

### Presidencias modernas

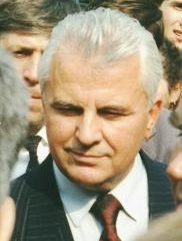
Leonid Kravchuk, condecorado Héroe de Ucrania en 1992, fue el primer Presidente de Ucrania entre 1991 y 1994.

El cargo de Presidente de la República Socialista Soviética de Ucrania (en ucraniano: Президент Української РСР) fue establecido el 5 de julio de 1991, por la Rada Suprema. El cargo fue modificado a "Presidente de Ucrania" al declararse la independencia del país de la Unión Soviética, el 24 de agosto. Fue elegido presidente interino el presidente de la Rada Suprema, Leonid Kravchuk.
Hasta el momento, se han celebrado cinco elecciones presidenciales en Ucrania. La primera se realizó el 1 de diciembre de 1991, junto con el Referéndum de independencia. Kravchuk recibió cerca de 19 millones de votos, cifra que no ha vuelto a ser igualada. El Presidente Kravchuk se mantuvo en el cargo hasta que renunció como parte de un compromiso político. Una elección anticipada se llevó a cabo en 1994, que fue ganada por el ex primer ministro de Leonid Kuchma. Kuchma fue reelegido para un segundo mandato en 1999.
Las elecciones presidenciales de Ucrania de 2004 estuvieron empañadas por acusaciones de fraude electoral en favor del candidato prorruso Víktor Yanukóvich. Después de una serie de protestas en masa, conocidas como Revolución Naranja, lideradas por Víktor Yúshchenko, se llevó a cabo una repetición de las elecciones el 26 de diciembre de 2004, en la cual Yúshchenko fue declarado ganador con el 52% de los votos y, posteriormente, fue juramentado en el cargo el 23 de enero de 2005. Ese mismo año, se redujeron varios de los poderes presidenciales (que Kuchma había ampliado en 1996), pero los cambios serían declarados inconstitucionales en 2010.
En 2010, Yúshchenko no consiguió la reelección y se impuso Yanukóvich en segunda vuelta contra Yulia Timoshenko.
Después de que Víktor Yanúkovich fuera removido del poder a principios de 2014 como resultado del Euromaidán, Oleksandr Turchínov fue designado para el papel de presidente en funciones por la Rada Suprema de conformidad con el artículo 112 de la Constitución de Ucrania. Turchínov sirvió como presidente en funciones desde el 22 de febrero hasta el 7 de junio de 2014, siendo el primer Presidente en funciones en la historia de Ucrania. El presidente en funciones de Ucrania carece de muchos de los poderes ejecutivos de un presidente y solo está destinado a servir por un corto tiempo antes de que una nueva elección pueda tener lugar. Durante su mandato Turchínov fue llamado "presidente en funciones" por otras figuras políticas y por los medios de comunicación.
La elección presidencial de 2014 se llevó a cabo el 25 de mayo y significó una abrumadora victoria para Petró Poroshenko (la primera mayoría absoluta desde la elección de Kravchuk en 1991), que obtuvo el 54% de los votos en la primera vuelta. Yulia Timoshenko, la segunda fuerza, solo obtuvo el 13%. Poroshenko juró como presidente el 7 de junio de 2014.
Las elecciones presidenciales de 2019 tuvieron lugar el 31 de marzo, con una segunda vuelta el 21 de abril. Como resultado de esta elección, Volodímir Zelenski, un abogado y actor, productor y director de cine y televisión sin experiencia política previa, se ha convertido en el sexto presidente de Ucrania, anotando un récord del 73,22% del voto popular en la segunda vuelta contra el titular Petró Poroshenko.